# Burghaun
Burghaun è un comune tedesco di 6 436 abitanti, situato nel land dell'Assia.